# Tratado de Basileia (22 de julho de 1795)
O tratado de Basileia entre a República Francesa e a monarquia de Carlos IV da Espanha, assinado em 22 de julho de 1795 na cidade Suíça de Basiléia, pôs fim à Guerra da Convenção entre os dois países que havia começado em 1793 e que havia sido um desastre para a monarquia espanhola, já que as províncias bascas e a Catalunha acabaram ocupadas pelas tropas francesas. Este tratado foi assinado após a paz entre a França e a Prússia acordada em abril do mesmo ano.

## História

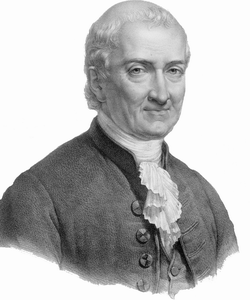
François, Marquês de Barthélemy

O aparecimento de sentimentos "catalanistas" e "bascos" nas "províncias" onde se desenrolavam os combates, a par da catástrofe militar e da lamentável situação em que se encontrava o Tesouro Real - as despesas de guerra provocaram um grave déficit - obrigaram a Manuel Godoy para iniciar negociações de paz. Do lado francês, também havia o cansaço da guerra, e a queda de Robespierre em julho de 1794 e a chegada ao poder dos republicanos moderados ou termidorianos abriram uma nova etapa na República. Após os primeiros contatos malsucedidos, as negociações aconteceram em Basel, onde viveu François Barthélemy , representante da República Francesa na Confederação Suíça, para onde se dirigiu Domingo de Iriarte, embaixador da Monarquia de Carlos IV na corte de Varsóvia, que conhecia Barthélemy desde a sua estada na embaixada de Paris em 1791, amizade que muito facilitou a obtenção de um acordo - que também foi favorecido pelos morte na prisão do delfim Luís XVII em 8 de junho de 1795, já que Carlos IV exigia sua libertação como condição para alcançar a paz. Assim, os dois plenipotenciários finalmente assinaram o Tratado de Basileia em 22 de julho de 1795, que pôs fim à Guerra da Convenção.
Em virtude disso, a Espanha conseguiu a devolução de todo o território ocupado pelos franceses ao sul dos Pirenéus, mas teve que ceder à França, em troca, sua parte da Hispaniola no mar do Caribe, embora mantivesse a Louisiana, também reivindicada pelos franceses. Esta parte do tratado não pôde ser realizada por causa da Revolução Haitiana, mantendo a Espanha esta posse (atual República Dominicana) para a invasão do Haiti por Toussaint Louverture em janeiro de 1801 .
Em cláusula secreta, outra questão polêmica foi resolvida: a libertação da falecida irmã do delfim e filha de Luís XVI (Maria Teresa da França), que seria entregue ao imperador austríaco. Em outro artigo secreto estipulado: 
Durante cinco anos consecutivos desde a ratificação deste tratado, a República Francesa pode ter éguas e cavalos progenitores da Andaluzia extraídos da Espanha, e ovelhas e carneiros de gado Merino, em número de cinquenta cavalos progenitores, cento e cinquenta éguas, mil ovelhas e cem carneiros por ano.
Por outro lado, o Tratado abriu a porta para melhorar as relações entre a Monarquia da Espanha e a República Francesa porque seu artigo 1 não falava apenas de paz, mas de “amizade e boa inteligência entre o Rei da Espanha e a República Francesa”. E ainda em outro artigo falava-se da assinatura de um «novo tratado comercial», embora isso nunca tenha visto a luz. Segundo o historiador Enrique Giménez, "a modéstia das reivindicações francesas" se devia ao fato de "a República buscar a reconciliação com a Espanha e reeditar a aliança que unia as duas potências vizinhas durante o século XVIII contra o inimigo comum britânico".
Como recompensa pelo sucesso do tratado, Manuel Godoy, primeiro Secretário de Estado e de Gabinete, recebeu dos reis o título de "Príncipe da Paz", algo que ia contra a tradição da Monarquia Hispânica que só reconhecia o título de príncipe ao herdeiro do trono —neste caso ao primogênito dos reis, Fernando, Príncipe das Astúrias—.